# Soyatkalan
Soyatkalan è una suddivisione dell'India, classificata come nagar panchayat, di 13.574 abitanti, situata nel distretto di Shajapur, nello stato federato del Madhya Pradesh. In base al numero di abitanti la città rientra nella classe IV (da 10.000 a 19.999 persone).

## Geografia fisica
La città è situata a 24° 13' 31 N e 76° 09' 32 E.

## Società

### Evoluzione demografica
Al censimento del 2001 la popolazione di Soyatkalan assommava a 13.574 persone, delle quali 6.982 maschi e 6.592 femmine. I bambini di età inferiore o uguale ai sei anni assommavano a 2.236, dei quali 1.181 maschi e 1.055 femmine. Infine, coloro che erano in grado di saper almeno leggere e scrivere erano 8.403, dei quali 5.056 maschi e 3.347 femmine.